# Premi Ramon Muntaner de literatura juvenil
El premi Ramon Muntaner de literatura juvenil és un premi literari de literatura juvenil en llengua catalana que forma part dels Premis Literaris de Girona. És atorgat per la Fundació Prudenci Bertrana.

## Història
Creat el 1986, es concedeix durant el mes de setembre a la ciutat de Girona. A aquest premi s'hi poden presentar obres originals i inèdites destinades especialment a un públic juvenil i l'obra guanyadora és editada per l'editorial Columna. El 2021 tenia una dotació de 6.000 euros

## Guanyadors
- 1986: David Cirici per L'esquelet de la balena
- 1987: Gemma Lienas per Dos cavalls
- 1988: Josep Franco i Martínez per La sal
- 1989: Víctor Batallé i Serra per La metamorfosi d'en Ricard
- 1990: Emili Castellanos i Miquel Colomer per Tampoc
- 1991: Declarat desert pel jurat
- 1992: Xesca Ensenyat per Quan venia l'esquadra
- 1993: Xavier Bertran per Maleïts rosegadors
- 1994: Pep Coll per El pont de Mahoma
- 1995: Vicent Pardo per Somnien les flors del camp amb cossiols?
- 1996: Declarat desert pel jurat
- 1997: Jordi Coca per La faula dels ocells grecs
- 1998: Joan Barril per Tots els ports es diuen Helena
- 1999: Andreu Martín per Veritats a mitges
- 2000: Pau Joan Hernández per El pic de la dama morta
- 2001: Rafael Ballbona per La balada de JK
- 2002: Josep Francesc Delgado per Els llops de la lluna roja
- 2003: Jordi Sierra i Fabra per L'altra banda del mirall
- 2004: Manel Valls per Què fas aquest vespre?
- 2005: Jaume Benavente per Història d'amor a Sarajevo
- 2006: Care Santos per Un camí dins la boira
- 2007: Lluís Miret per Les valls dels bandolers
- 2008: Adrià Bofarull-Solé per L'estendard del cavaller
- 2009: David Nel·lo per Guengol
- 2010: desert
- 2011: Dolors Garcia Cornellà per S'acosta un front fred que deixarà neu a cotes baixes[1]
- 2012: Josep Torrent i Alabau per De cara a tramuntana
- 2013: David Cirici per Zona prohibida
- 2014: Francesc Puigpelat per Romeu i Julieta. Segona part
- 2015: Joan Antoni Martín Piñol per Pizzaboy[2]
- 2016: Salvador Macip i Ricard Ruiz Garzón per Herba Negra
- 2017: Xavier Gual per La noia de la caravana[3]
- 2018: Jordi Folck per El noi de paper[4]
- 2019: Lluís Prats per Kambirí di Lampedusa
- 2020: Ruth Tormo Benavent per Sense codi de barres[5]
- 2021: Pol Castellanos per L'assassina de Venècia[6]
- 2022: Arturo Padilla de Juan i Rubén Montañá i Ros per Veïns especials[7]
- 2023: Sònia Guillén Colomer per Les cicatrius ens recorden allò que hem viscut
- 2024: Teresa Muñoz per Bereshit
- 2025: Marta Minguella per Assassinat a Highburn